# 카이아 거버
카이아 거버(Kaia Gerber, 2001년 9월 3일 ~ )는 미국의 모델, 배우이다. 모델 신디 크로퍼드와 사업가 랜디 거버의 딸이다.

## 출연 작품

### 영화
- 바빌론 (2022)
- 바텀스 (2023) - 브리트니 역
- 새터데이 나이트 (2024) - 재클린 칼린 역
- 마더 메리 (미정)

### TV
- 팜 로얄: 신분 상승의 사다리 (2024~) - 밋지 역